# Trichoptya bimaculata
Trichoptya bimaculata là một loài bướm đêm trong họ Noctuidae.